# Krîve, Kozova
Krîve (în ucraineană Криве) este localitatea de reședință a comunei Krîve din raionul Kozova, regiunea Ternopil, Ucraina.

## Demografie
Componența lingvistică a localității Krîve
     Ucraineană (99,59%)
     Alte limbi (0,16%)
Conform recensământului din 2001, majoritatea populației localității Krîve era vorbitoare de ucraineană (99,59%), existând în minoritate și vorbitori de alte limbi.